# Canettemont
Canettemont é uma comuna francesa na região administrativa de Altos da França, no departamento de Pas-de-Calais. Estende-se por uma área de 1,79 km². Em 2010 a comuna tinha 72 habitantes (densidade: 40,2 hab./km²).